# Air Highnesses
Air Highnesses LLC ist eine armenische Frachtfluggesellschaft mit Sitz in Jerewan und Basis auf dem Flughafen Jerewan.

## Geschichte
Air Highnesses ist eine armenische Frachtfluggesellschaft, die 2008 gegründet wurde und ihren Sitz in Jerewan hat. Ihr Hauptdrehkreuz befindet sich am Zvartnots International Airport. 
Die Airline ist weiterhin aktiv, wenn auch mit einer kleinen Flotte, und bedient hauptsächlich regionale und internationale Frachtstrecken.

## Flotte
Mit Stand September 2024 besteht die Flotte der Air Hignesses aus einem Flugzeug.
| Flugzeugtyp      | Anzahl | bestellt | Anmerkungen | Durchschnittsalter |
| ---------------- | ------ | -------- | ----------- | ------------------ |
| Ilyushin Il-76TD | 1      |          |             |                    |
| Gesamt           | 1      | -        |             |                    |

### Ehemalige Flugzeugtypen
- Antonow An-12B
- Antonow An-12BK
- Antonow An-26
- Iljuschin Il-76K

## Zwischenfälle
- Am 30. November 2012 stürzte eine Iljuschin Il-76T der Air Highnesses (EK-76300), betrieben für Aero-Service, aus Pointe Noire im Landeanflug auf dem Flughafen Brazzaville Maya-Maya ab. Dabei zerstörte sie mehrere Häuser. Alle sieben Insassen und 25 Personen am Boden kamen ums Leben, 14 wurden verletzt.[3]